# Soğucak, Kuşadası
Soğucak là một xã thuộc huyện Kuşadası, tỉnh Aydın, Thổ Nhĩ Kỳ. Dân số thời điểm năm 2010 là 1.652 người.